# SIG SAUER Pro
SIG Sauer Pro（シグ・ザウアー（ザウエル）・プロ）は、SIG SAUER（ザウエル）社が開発の拳銃SP2009、SP2022、 SP2340の総称である。別名「Proシリーズ」。また、当初の名称であったSIG PROとも呼ばれる。以下、SIG PROと呼称する。

## 概要
SIG PROシリーズの始まりは1998年に発表されたSP2340である。そして、1999年にはSP2340の9x19 mmパラベラム弾仕様のSP2009が発表され、2004年には現行型とも言えるSP2022が発表された。
最大の特徴は材質の変更であり、同社のP229を、グロック17の様にポリマー（プラスチック）フレームにしたような印象を持たれる。また、レーザーポインターやフラッシュライトを装着するためのアンダーレールがあり、容易にグリップを交換できるなど、機構も進化している。
SP2009とSP2340は生産終了、現在はSP2022のみの生産となっている（詳細は後述するが、当初SIG PROシリーズはアメリカ合衆国市場をターゲットとしているため（アメリカではM1911の様に、マンストッピングパワーと呼ばれる考えが定着している）、当初9 mm弾はラインナップしない方針であった）。
プラスチックポリマー製の拳銃と言えば一般的に安価で軽量と言うのが一般的であるが、このシリーズでは現行型のSP2022でも重く（サイズ的に近いアルミフレームのP228より重く、P229より約25 gしか軽くない）、この点に不満がある者も多い（この問題を解消したのがP250である）。これは、携帯性よりも、軽量化によって起こる射撃時の反動増加を抑える点に重きを置いたからである。ポリマーフレームの銃の特性から、重心が上にあるためリコイルが強くなってしまう。対策として、スライドを厚くすることでの重量増とリコイルスプリングの強力化によるスライド後退スピードの低減を図られている。
SIG PROは.40S&W弾と.357SIG弾の使用に最適化された設計のため、9x19 mmパラベラム弾を使用する設計の銃と比べた場合にはオーバーサイズだと思われるかもしれない（特にグリップの太さ、スライドの厚さ、重量など）。しかし、逆に言えば、9 mmパラベラム弾には余裕のある設計と言え、射撃時におけるコントロールをしやすくなっているともとれる。SIG SAUER社は、コンシールド性に優れないこの銃を、「成熟した公用拳銃」として開発したようだ。
一般的な価格は、ライバル銃とされるグロックよりもずいぶん高く、H&K USPやワルサーP99よりも高価である。他社製の金属フレームオートとそう変わらない価格であるが、自社製品ののP226シリーズなどよりはかなり安くなっている。

## バリエーション

### SP2340

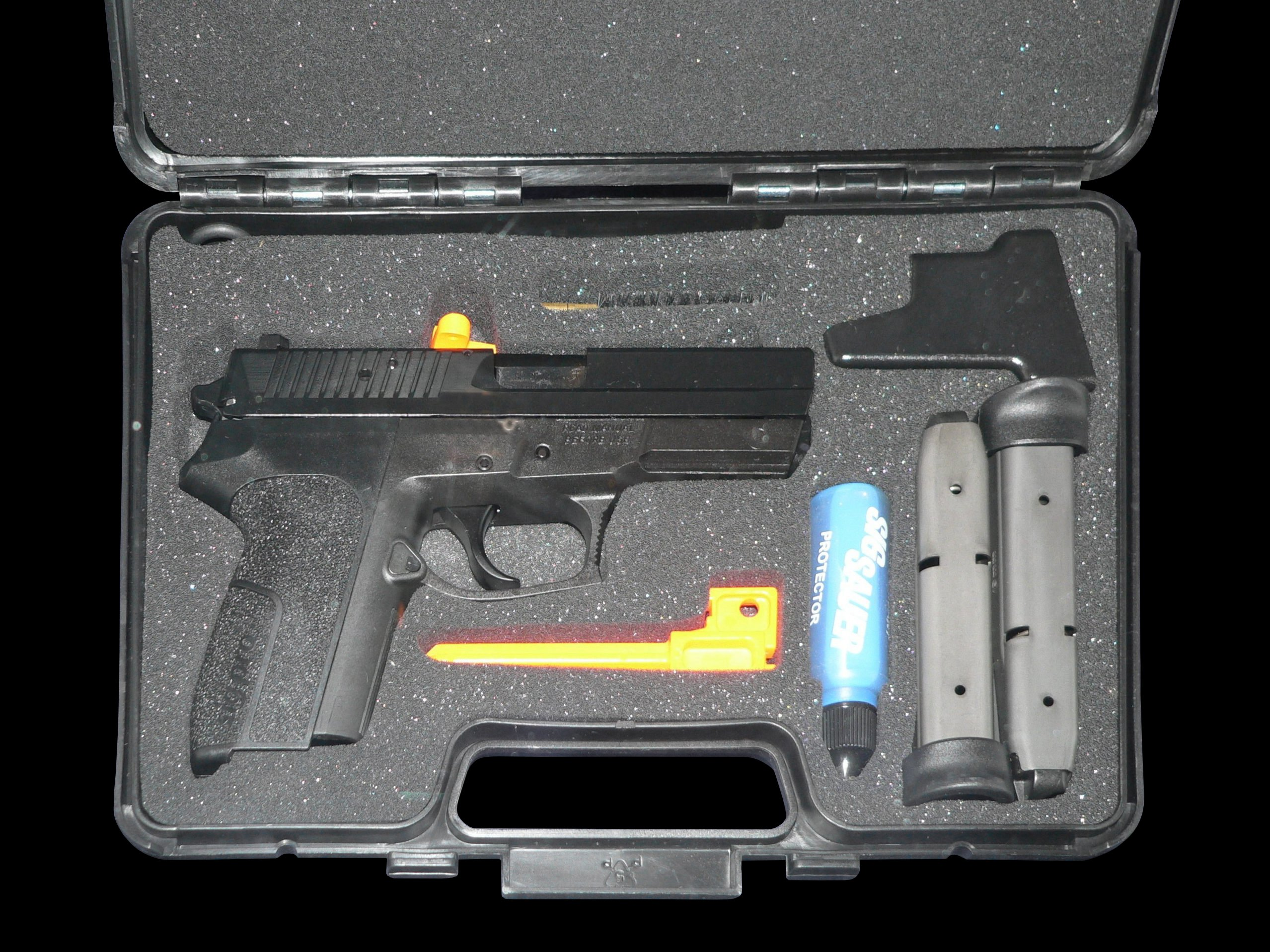
SIG SAUER SP2340

1998年に発表されたSIG PROシリーズの最初の製品がSP2340である。
SP2340は、このクラスの拳銃としては珍しく.40S&W弾および.357SIG弾の2種類の弾薬のみのバリエーションであり、9x19 mmパラベラム弾が設定されていない。
P226シリーズはディスアッセンブリーレバーによる簡単な分解ができたが、SIG PROシリーズではM1911やブローニング・ハイパワーと同じクラシカルなスライドストップを引き抜いて、スライドとフレームを分解する方式になっている。これは、コストダウンの結果である。
レバーの大型化により操作性の向上が為されているのも特徴である。

### SP2009
1999年に発表されたSP2340の9x19 mmパラベラム弾対応バージョンがSP2009である。
基本的にSP2340の9 mm弾仕様と言う事で大きくは変わらないが、トリガーを9 mm弾が使いやすい仕様にしている事と、マニュアルセーフティーが追加されているモデルが存在した。

### SP2022
2004年に上記2機種のマイナーチェンジモデルとして誕生した現行型がSP2022である。
フランス内務省管轄の法執行機関（国家警察、税関など）に制式採用された。また、2005年にアメリカ陸軍TACOM (Tank-automotive and Armaments Command) の採用により5,000丁が納入され、2009年にはアメリカ政府と最大60万丁もの購入契約が結ばれた。
フランス内務省が行った新しい制式オートマチック拳銃採用のためのテストレース（2万発耐久射撃、泥や落下テストなど）を勝ち抜いたSP2009は、25万丁の採用を決定したフランス側の要請により数多くの変更がなされた。これがSP2022である。また、この型からは今までの「SIG PRO」の名称は消えている。
この現行型での最大の特徴としては、まず先述したアンダーレールであるが、このアンダーレールは元々同社の独自規格であるため、既存のアクセサリー（一般的なライト・レーザーサイトなど）が取り付けられないといった問題点があった。
そこで、より汎用性の高いピカティニーレールを装備している。また、エキストラクター（空薬莢を排莢させるためのパーツ）が内蔵式であるため、チャンバーに装填されているかが瞬時に確認できないという欠点があったが、これもローディングインジケーターを取り付けて解決している。これは、スライドの上部のイジェクションポートの後ろに、三角の部品が飛び出していれば装填されているとわかるものであり、暗所においても手で触って確認することができる。他の改良点は以下の通り。
- トリガーガードの前面は、指掛けできるように、フック状になった[3]。
- グリップの後下部にランヤードリングが付けられた。
- デコッキングレバーは、より指のかけやすいデザインに改良された。

さらにマイナーチェンジということもあり、口径バリエーションも3つ揃ってラインナップされるようになった。
現行モデルはグリップがP250やP226E2に準拠したデザインのものに変更されている。